# توماس برنس
توماس برنس (بالإنجليزية: Thomas Prince)‏ (20 فبراير 1879 في المملكة المتحدة - 1950) هو لاعب كرة قدم بريطاني في مركز جناح ‏. لعب مع نادي سندرلاند.